# Kami (Kōchi)
Kami (香美市?) è una città giapponese della prefettura di Kōchi.